# آرمان ساهاکیان (دولتمرد، زاده ۱۹۷۴)
آرمان گالوستی ساهاکیان (ارمنی: Արման Գալուստի Սահակյան؛ زادهٔ ۱۱ آوریل ۱۹۷۴) یک و سیاستمدار اهل ارمنستان است که از تاریخ ۲۰۰۷ تا تاریخ ۲۰۱۲ سمت نمایندگی دوره چهارم مجلس ملی جمهوری ارمنستان را برعهده داشت.

## زندگی‌نامه
در ۱۱ آوریل ۱۹۷۴ در ایروان به دنیا آمد و از فارغ‌التحصیل شد. وی گالوست ساهاکیان پسر می‌باشد. وی همچنین برنده نشان آنانیا شیراکاتسی شده است.

## یادداشت
1. ↑  ՀՀ Կառավարությանն առընթեր պետական գույքի կառավարման վարչության պետ